# Marco Micone
 (janvier 2020).
Si vous disposez d'ouvrages ou d'articles de référence ou si vous connaissez des sites web de qualité traitant du thème abordé ici, merci de compléter l'article en donnant les références utiles à sa vérifiabilité et en les liant à la section « Notes et références ».
Marco Micone (23 mars 1945 -) est un écrivain et dramaturge canadien (québécois).

## Biographie
Né à Montelongo en Italie, il débarque à Montréal en 1958 à l'âge de 13 ans, accompagnant sa mère et son frère (Michel) plus âgé. Son père gagne sa vie à Montréal depuis déjà sept ans. Sa mère, son frère et lui rejoignent le père à Montréal au mois de février, en plein hiver.
Il affirme que l'école Saint-André-Apôtre dans le quartier Ahuntsic de Montréal aurait refusé son inscription et celle de son frère. Il termine sa septième année dans une classe française de l'école italienne Saint-Philippe-Benezi. Il complète ses études secondaires au Pius 10 Comprehensive High School, une école catholique anglophone, fréquentée très majoritairement par des enfants d'immigrants italiens. Il garde un très mauvais souvenir des quatre ans passés dans un établissement de langue anglaise, lui qui désirait aller à l'école française.
Le programme d'enseignement qu'il suit comporte la lecture d'œuvres de langue française. C'est en lisant Petite poule d'eau de Gabrielle Roy qu'il découvre la littérature québécoise.
Il choisit d'étudier les littératures québécoise et française au collège Loyola, dans l'ouest de l'île de Montréal. Il obtint sa maîtrise à l'université McGill en 1971. Son mémoire porte sur l'œuvre du dramaturge québécois Marcel Dubé.
Pendant les années 1970, il milite pour un Québec français et il se joint au Parti québécois.
Le thème majeur de son œuvre est la lutte contre l'intolérance ethnique et linguistique. Il s'intéresse au dialogue interculturel, particulièrement entre les Italo-Québécois et le reste de la population québécoise.
En 1989, il publie le poème Speak What qu'il adresse en réponse au Speak White de Michèle Lalonde. Ce poème apporte de cette manière une nouvelle perspective axé sur un point de vue immigrant du poème de Lalonde. Une réécriture qui se veut ainsi critique et invitant à une réflexion politique sur le rôle des personnes immigrantes dans la société québécoise actuelle.

## Œuvres
- Gens du silence, 1982
- Addolorata, Montréal, Guernica, 1984, 101 p.  (ISBN 2-89135-007-3)
- Voiceless people, 1984
- Déjà l'agonie, 1988
- Speak what, 1989
- Le figuier enchanté, 1992
- Beyond the ruins, 1991
- La locandiera, Montréal, Boréal, 1993, 219 p. Traduction de la pièce de Carlo Goldoni
- Les femmes de bonne humeur, Montréal, VLB éditeur, 2002. Traduction de la pièce de Carlo Goldoni
- Migrances, 2005
- On ne naît pas Québécois, on le devient, Montréal, Del Busso éditeur, 2021, 129 p.  (ISBN 978-2-925079-20-0)

## Honneurs
- 1989 - Grand Prix du Journal de Montréal pour la pièce Déjà l'agonie
- 1992 - Prix des arcades de Bologne, recueil de récits autobiographiques